# Michele Capra
Michele Capra (Borgo Valsugana, 10 aprile 1985) è un pallavolista italiano, schiacciatore-laterale della Volley Brolo.

## Carriera
Cresce pallavolisticamente nella squadra del suo paese,a Borgo Valsugana,spinto dai genitori, entrambi pallavolisti. In Trentino gioca dagli 8 ai 14 anni,poi viene visionato dagli osservatori della Sisley Treviso e si trasferisce quindi alla Ghirada.
Con la Sisley fa tutta la trafila del settore giovanile orogranata, vincendo ogni campionato di categoria.
Dal 2003 è inserito nella rosa della prima squadra e, può fregiarsi di 2 Scudetti,2 Coppe Italia,1 Champions League e 3 Supercoppe Italiane.
Nel 2006 incomincia il suo pellegrinaggio nei campionati minori: prima a Bari e Mantova in Serie A2, poi in B1 nel Volley San Donà (San Donà di Piave).
Nel 2009 viene acquistato dal Cagliari Volley, società che disputa il campionato di serie B1, l'anno successivo viene acquistato dalla Geotec Isernia in A2, arrivarono al secondo turno dei playoff.
Nel 2011 ritorna a San Donà di Piave in B1.
Nella stagione 2012-2013 ha giocato in A2 a Brolo in Sicilia come terza banda.

## Caratteristiche
È uno schiacciatore-laterale. La sua principale caratteristica è l'ottima ricezione e un buon colpo d'attacco.

## Nazionale
Dopo essersi messo in evidenza nel settore giovanile trevigiano, Angelo Lorenzetti, allora C.T. degli azzurrini, lo inserì stabilmente nella Nazionale juniores, con cui però non ottenne grandi successi.

## Palmarès
- Campionato italiano: 2

2003-04, 2004-05
- Coppa Italia: 2

2003-04, 2004-05
- Supercoppa italiana: 3

2003, 2004, 2005
- Champions League: 1

2005-06